# توطين الإمارات

توطين الإمارات، أو التوطين- بالإنجليزية (Emiratisation)، هو مبادرة من حكومة دولة الإمارات العربية المتحدة؛ بهدف تمكين وتوظيف مواطنيها بطريقة مجدية وفعالة في كل من القطاعين العام والخاص. وتزداد نسبة التوطين النصف سنوية في الإمارات بإضافة 1% من الحصة المخصصة للإماراتيين، والتي يتعين على شركات الإمارات العربية المتحدة تحقيقها. وقد أتخذت الحكومية الإماراتية في 2018م مجموعة من الإجراءات، والتي تهدف إلى تنظيم عملية توظيف المواطنين الإماراتيين في القطاع الخاص ورفع نسبة التوطين.
في حين أن برنامج التوطين الإماراتي قائم منذ أكثر من عقد من الزمان، ويمكن رؤية نتائجه بشكل واضح في القطاع العام، إلا أن القطاع الخاص لا يزال متأخرًا، حيث تبلغ نسبة المواطنين الإماراتيين حوالي 0.34% فقط من القوى العاملة في القطاع الخاص. في أماكن العمل في دولة الإمارات العربية المتحدة، يحظى الإماراتيون بمعاملة  مماثلة لمعاملة المغتربين. ولأن القوى العاملة من الأجانب تنافس المواطنين ليس في القطاع الخاص فحسب بل في الشركات الوطنية ذات الطابع  الاستراتيجي في انتاج النفط و الغاز و الشركة القابضة المعنية بالاستثمار في  صحة المنوطة بالرعاية الصحية و طاقة في قطاع الكهرباء  و  كذلك تشغيل المواني و أغلب المرافق الحيوية ففي أهم المجالات خاصة في شركات انتاج النفط و الغاز الإماراتية و التي تصرف رواتب هي الأعلى عالميا يسيطر على الغالبية العظمى لوظائف الهندسة فيها الجالية الهندية بنسبة تفوق 50 % من موظفي العقود المباشرة و نسبة 95% من خلال عقود توفير الكوادر و الموظفين بعقود غير مباشرة خارج الهيكل الاداري و تعداد الموظفين من خلال  العقود غير المباشرة في شركات انتاج النفط الوطنية  يتجاوز 250000 ألف مهندس و  مشرف و فني. و في ضوء ذلك  فإن السكان المحليين لا يفضلون العمل في وظائف متدنية في ظل سيطرة جالية أجنبية  على وظائف استراتيجية خاصة في مجالات الهندسة في قطاع النفط و الغاز و ووظائف الطب و الصيدلة في قطاع الصحة و الوظائف العليا في الشركة القابضة المشغلة للصحة و الطاقة و الموانيء  بمافيها وظائف القبطان في الموانىء، لذلك  فإن معدلات البطالة آخذة في الارتفاع، فمثلاً، يصل عدد الإماراتيين العاطلين عن العمل في إمارة أبوظبي حوالي 11.6% في حين تم الاشارة إلى أنه يعمل 35000 من الاجانب في شركات انتاج النفط في أبوظبي بعقود مباشرة بسلم رواتب هو الأعلى عالميا كما يعمل 230000 مائتين و ثلاثين ألف وافد أغلبهم من الهند في شركات النفط تلك  بعقود غير مباشرة على سلم راتب هو الاعلى عالميا.
وعلى الرغم من أن هناك اتفاقًا عامًا حول أهمية التوطين؛ لأسباب اجتماعية واقتصادية و أمنية وسياسية، إلا أن هناك أيضًا بعض الخلافات بين الباحثين الذين قاموا بدراسات  مستفيضة  حول مدى تأثير التوطين على الكفاءة و الانتاجية و الادارة و الانضباط و الكفاءة  التنظيمية في تلك القطاعات الحيوية في البلاد. ومن جانب آخر، فلا يزال من غير المعروف ما إذا كان توظيف المواطنين ينتج عنه عوائد للشركات المتعددة الجنسيات العاملة في الشرق الأوسط، أو مدى هذه العوائد ومقدارها. وتحذر الأبحاث الحديثة من أن التوطين ليس دائمًا مفيدًا، خاصة بالنسبة للشركات العاملة في المنطقة، وتعتمد فعاليته على عدد من العوامل المشروطة.
ومع ذلك، وفي ديسمبر عام 2009م، تم تحديد مدى التأثير الإيجابي لمواطني دولة الإمارات العربية المتحدة في أماكن العمل، وذلك من خلال مقال صحفي يستشهد صاحبه بدراسة لم تُنشر بعد.
وبشكل عام، فالإقبال على التعليم في القطاع  الخاص يظل متدنيًا، على الرغم من الاستثمارات الكبيرة التي يتم ضخها في هذا النمط من التعليم، والتي وصلت إلى مستويات قياسية، حيث يمثل التعليم الآن 22.5% ــ أو 2.6 مليار دولار ــ من الميزانية الإجمالية المخطط لها لعام 2010م. وتعمل العديد من المبادرات الحكومية بشكل نشط على تعزيز التوطين، وذلك من خلال تدريب أي شخص من المتسربين من المدارس الثانوية وحاملى الشهادات الجامعية، على المهارات اللازمة لبيئة العمل- وبشكل خاص الأجنبية - في دولة الإمارات العربية المتحدة، وتتمثل هذه المبادرات في: برنامج توطين الإمارات العربية المتحدة،  وبرنامج التنمية الوطنية  أو مجلس توطين أبوظبي.
وتقوم مؤسسة الإمارات للأعمال الخيرية  بالإضافة إلى رعايتها للمبادرات التعليمية بشكل مباشر، بتمويل مبادرات بحثية رئيسة في مجال التوطين، وذلك من خلال طرحها لمنح بحثية تنافسية، مما يسمح للعديد من الجامعات، مثل جامعة الإمارات العربية المتحدة، أو كلية دبي للإدارة الحكومية ببناء ونشر الخبرة حول موضوع التوطين.
ومن بين الأكاديميين العاملين في مجالات التوطين، إنغو فورستنلشنر Ingo Forstenlechner من جامعة الإمارات العربية المتحدة، وقاسم رانديريKasim Randeree من الجامعة البريطانية في دبي، وباول كنوجلينجرPaul Knoglinger من جامعة FHWien، وماري فرانس واكسينMarie-France Waxin من الجامعة الأميركية في الشارقة. وعلى نطاق أوسع، فقد تم مؤخراً نشر إحدى الدراسات الأولى حول إدارة المواهب في منطقة الخليج العربي، بما في ذلك قضايا التوطين المنشورة في مجلة الأعمال العالمية.
وفي تطور جديد، شهد برنامج المساهمات الشهرية في المعاش التقاعدي للموظفين الإماراتيين في القطاع الخاص تعديلات كبيرة، والتي تمثلت في زيادة قدرها 6%. وقد دخلت التعديلات المنصوص عليها في القانون رقم 57 لسنة 2023م حيز التنفيذ. وتطبق مثل هذه التعديلات على المواطنين الإماراتيين الذين دخلوا سوق العمل بعد 31 أكتوبر 2023م. ومثل هذا التحديث سوف يؤدي إلى رفع إجمالي راتب المساهمة إلى 26%.

## روابط خارجية
- بوابة الحكومة الإلكترونية الاتحادية لدولة الإمارات العربية المتحدة، التوطين
- بي بي سي، الإمارات تعلن عن إصلاحات التوظيف ذا ناشيونال، هل الباحثون عن عمل من المواطنين متوترون للغاية؟
- صحيفة "ذا ناشيونال" تقول إن الإماراتيين مفيدون للأعمال التجارية